# Time to Pretend
Time to Pretend is de eerste single van de groep MGMT. Het nummer is afkomstig van hun album Oracular Spectacular.

## Videoclip
De videoclip doet aan de psychedelische clips van eind jaren 60 denken. Er wordt veel gebruikgemaakt van verschillende kleuren en een verdubbeling van figuren. Zo wordt het drumstel tientallen keren vermenigvuldigd. Het geheel geeft een atmosferisch perspectief.

## Tracks

### 7" single
1. "Time to Pretend"
2. "Weekend Wars"

### Cd-single
1. "Time to Pretend"
2. "Metanoia"